# AgustaWestland AW159
AgustaWestland AW159 Lynx Wildcat (tidligere Future Lynx) er en videreudvikling af Westland Lynx / Super Lynx. AW159 er en multirolle-helikopter, der kan fungere i rollerne landkrig, eftersøgning og redning (SAR) og overfladekrig til søs.
AW159 er endnu under udvikling, men indføres i den britiske hær (34 stk.) i 2014, og i det britiske Royal Navy (28 stk.) i 2015.
Danmark
AW159 deltog i konkurrencen om at afløse Lynx-helikopteren, der i dag er Eskadrille 723s skibsbaserede helikopter og har været det i over 30 år.
Wildcat blev d. 21. november 2012 valgt fra til fordel for Sikorsky MH-60R Seahawk.

## Fodnoter
1. ↑  Air Arm forms Lynx Wildcat training squadron 26/5-09
2. ↑  www.militaryaerospace.com 21/7-10 (Webside ikke længere tilgængelig)
3. ↑  
FMT ser på nye maritime helikoptere 26/6-09
4. ↑  Skibsbaseret helikopter forsvaret.dk 21.11.2012

| Luftfart | Spire Denne artikel om flyvning er en spire som bør udbygges. Du er velkommen til at hjælpe Wikipedia ved at udvide den. |